# Merendera montana

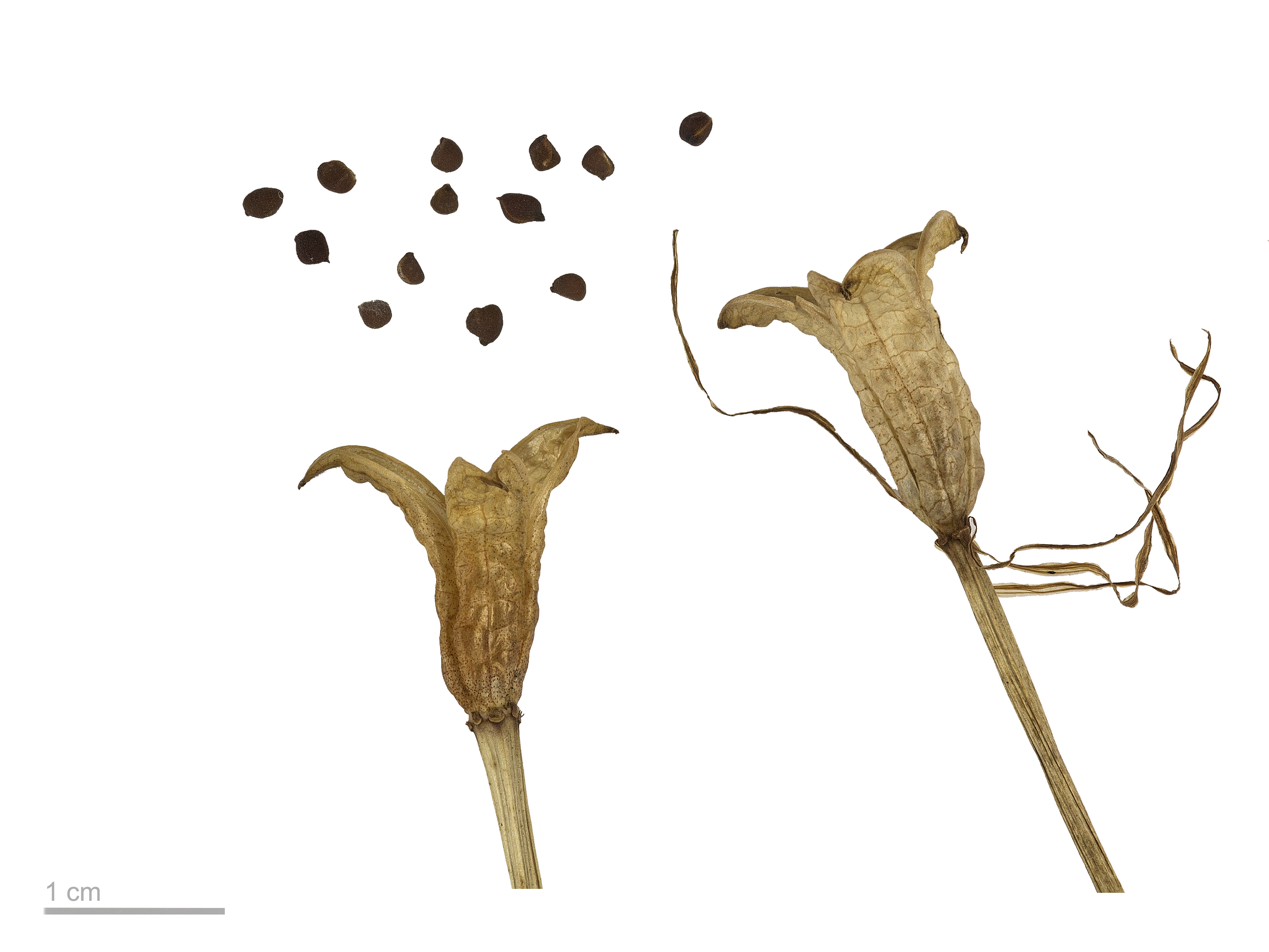
Merendera montana

A Merendera montana (Lange), comummente conhecida como noselha, é uma espécie de planta com flor geófita, pertencente à família Colchicaceae. 
Trata-se de uma planta bolbosa, amplamente endémica da Península ibérica.

## Nomes comuns
Além de «noselha», dá ainda pelos seguintes nomes comuns: cólchico-menor, quita-merendas (também grafado quita-merenda)  e merendera.

### Etimologia
Do que respeita à etimologia do primeiro nome, este aparenta tratar-se duma corruptela regional da palavra «noz», que nas regiões do Douro fora usada, em tempos remotos, para aludir aos bolbos de certas plantas, dando origem, por homofonia, ao nome «nozelha», que diz respeito à espécie Monizia edulis .
Os últimos dois nomes terão origens espanholas, sendo que em inúmeras regiões de Espanha, a planta exibe nomes alusivos à merenda. Tal facto fica a dever-se à época de floração da noselha, que ocorre já durante o Outono, altura em que a diminuição do número de horas de sol durante o dia, implicava a supressão da refeição da merenda. Assim, a flor foi crismada «quita-merendas» (lit. tira merendas; saca merendas), pelo seu florescimento aludir ao Outono e ao fim da altura do ano em que se poderia merendar.

## Características
É uma planta perene, que mede  entre 5 e 15 centímetros de altura. As Folhas são basais, lineares, acanaladas e glabras. Quanto ao seu tipo fisionómico, é um geófito bolboso, cujas folhas começam a despontar no Outono, seguindo-se a floração. As folhas mantêm-se verdes até à Primavera, sendo que assim que chega o Verão caem.
Toda as partes desta planta contêm um alcaloide tóxico chamado colchicina, se bem que este se apresenta em maiores concentrações nas folhas, pelo que é graças a ele que, durante o período vegetativo, a noselha consegue arredar os herbívoros da superfície de ao pé de si.
As flores são solitárias, hermafroditas e actinomorfas, exibindo entre 6 a 7 pétalas, sendo que as anteras dos estames são mais compridas do que os filamentos. O gineceu possui 3 carpelos soldados.
Floresce no Outono, entre Setembro e Novembro, se bem que espécimes mais lampas podem já florescer em finais de Agostos entre as sabinas.
Quanto ao seu fruto, trata-se duma cápsula.

## Distribuição
Ocorre em Portugal , Espanha e no Sudoeste de França junto aos Pirenéus.

## Portugal
Trata-se de uma espécie presente no território português, nomeadamente em Portugal Continental. Mais concretamente, nas zonas do Noroeste Ocidental, do Noroeste montanhoso; da Terra Quente e da Terra Fria transmontanas; do Centro-Norte; do Centro-Oeste calcário; do Centro-Oeste olissiponense; do Centro-Oeste cintrano e do Centro-Sul arrabidense.
Em termos de naturalidade é nativa da região atrás referidas.

## Habitat
A noselha prefere os ambientes serranos, zonas sáfaras, abixeiras e húmidas, a altitudes que medeiem os 900 metros e os 2 quilómetros e meio de altura.
Também tem tendências ruderais, pelo que pode medrar nas margens de caminhos pedregosos de montanha.

### Solos
Os sítios com maior densidade de bolbos costumam ser zonas com expressiva presença de ratos-toupeira (Microtus duodecimcostatus), pelo que há alguns autores que sugerem que pode haver uma relação cooperativa entre ambas as espécies. Os ratos-toupeira alimentam-se da parte subterrânea da noselha, que é, por sinal, bastante menos tóxica, o que, por seu turno activa processos de reprodução assexual nas noselhas, que não se observam em pastos imperturbados pelos ratos-toupeira.

## Farmacologia
Trata-se duma planta tóxica, sendo certo que, apesar de todas as partes da planta conterem a colchicina, aquela que tem o teor e a quantidade menos substancial é o bolbo. Por conseguinte, é tida por uma espécie imprópria para o consumo humano.
No reverso desta medalha, à noselha também são reputadas propriedades medicinais, mormente pelas suas aplicações anti-inflamatórias e antiartríticas.

## Taxonomia

### Sinonímia
- Colchicum montanum L . [14]
- Syn , (M. bulbocodium Ram., o M. pyrenaica Auct.).
- Merendera bulbocodioides Willd., Mag. Neuesten Entdeck. Gesammten Naturk. Ges. Naturf. Freunde Berlin 2: 27 (1808), nom. superfl.
- Bulbocodium montanum (L.) Heynh., Alph. Aufz. Gew.: 81 (1846), nom. illeg.
- Merendera montana (L.) Lange in M.Willkomm & J.M.C.Lange, Prodr. Fl. Hispan. 1: 193 (1862).
- Colchicum pyrenaicum Pourr., Mém. Acad. Sci. Toulouse 3: 316 (1788).
- Merendera bulbocodium Ramond, Bull. Sci. Soc. Philom. Paris 2: 178 (1801).
- Geophila pyrenaica Bergeret, Fl. Basses-Pyrénées 2: 184 (1803).
- Colchicum bulbocodioides Brot., Fl. Lusit. 1: 597 (1804).
- Colchicum hexapetalum Pourr. ex Lapeyr., Hist. Pl. Pyrénées, Suppl.: 51 (1818), pro syn.
- Bulbocodium lusitanicum Heynh., Alph. Aufz. Gew.: 81 (1846), nom. superfl.
- Bulbocodium colchicoides Nyman, Syll. Fl. Eur.: 379 (1855), nom. superfl.
- Merendera montana var. bulbocodioides (Brot.) Lange in M.Willkomm & J.M.C.Lange, Prodr. Fl. Hispan. 1: 193 (1862).
- Merendera bulbocodium var. bulbocodioides (Brot.) Baker, J. Linn. Soc., Bot. 17: 441 (1879).
- Bulbocodium broteroi Welw. ex Baker, J. Linn. Soc., Bot. 17: 441 (1880), pro syn.
- Merendera montana subsp. bulbocodioides (Brot.) K.Richt., Pl. Eur. 1: 189 (1890)
- Bulbocodium pyrenaicum (Pourr.) Samp., Herb. Portug.: 27 (1913).
- Merendera pyrenaica (Pourr.) P.Fourn., Quatre Fl. France: 157 (1935).
- Merendera gredensis Caball., Anales Jard. Bot. Madrid 5: 512 (1945).
- Merendera montana var. gredensis (Caball.) Rivas Mart., Anales Inst. Bot. Cavanilles 21: 280 (1963).
- Merendera bulbocodium f. alba Q.J.P.Silva, Agron. Lusit. 34: 182 (1972 publ. 1973).[16]